# Stefan Florenski
Stefan Florenski (Gliwice, 17 december 1933 - Hamm, 23 februari 2020) was een Pools voetballer. Hij werd geboren in Geleiwitz, dat destijds tot Duitsland behoorde.
Florenski carrière begon bij Sośnica Gliwice en in 1956 verhuisde hij naar Gornik Zabrze, een van de topteams in het Poolse voetbal. In Gornik werd hij negenmaal landskampioen van Polen en vijf keer bekerwinnaar. Hij wordt beschouwd als een van beste verdedigers van het land. Hij was een expert op het gebied van tackles. Florenski speelde 11 wedstrijden voor de nationale ploeg. Zijn debuut vond plaats op 29 september 1957 tegen Bulgarije en zijn laatste interland was van 1968 tegen Ierland. Sinds 1981 woonde hij in Duitsland. Hij overleed op 23 februari 2020.